# العبودية في مالطا

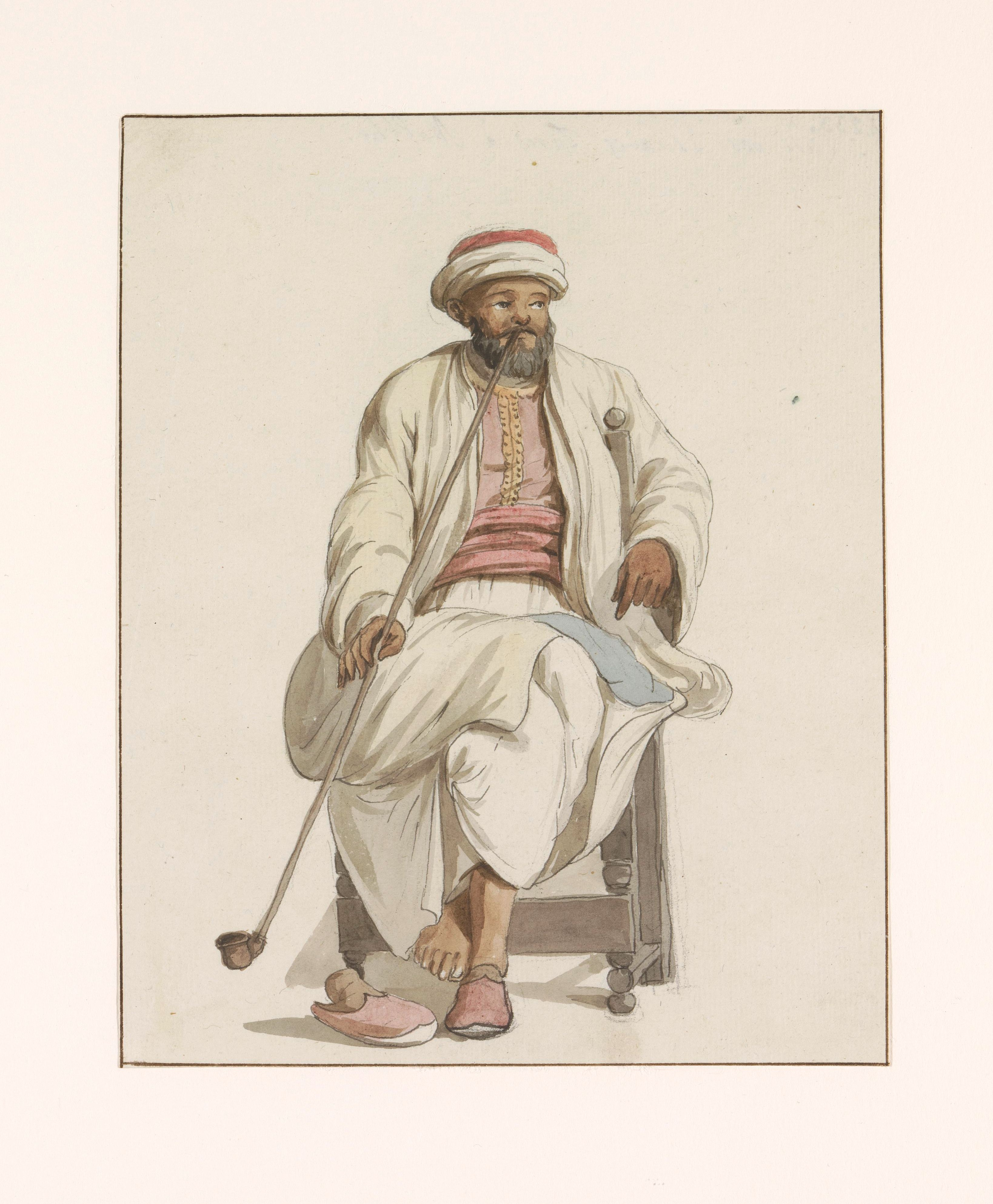
عنوان (عناوين) التعريف: قاضي العبيد الأتراك في مالطا. Cadi des Esclaves Turcs à Malte (عنوان على القطعة). رحلة إلى إيطاليا وصقلية ومالطة - 1778 (عنوان السلسلة) نوع القطعة: رسم بالألوان المائية رقم القطعة: RP-T-00-494-6. B مرجع الكتالوج: Niemeijer&De Booy 262 نقوش/علامات: نقش، أعلى اليسار، مكتوب بخط اليد: 'رقم 233 Cadi des Esclaves Turcs à Malte' الوصف: القاضي (القاضي المحمدي) من العبيد الأتراك في مالطا يدخن الغليون. مأخوذ من ألبوم "Voyage en Italie, en Sicile et à Malte"، 1778. الشركة المصنعة: رسام: لويس دوكروس التاريخ: 1778 الخصائص الفيزيائية: طباشير أسود، ألوان مائية، قلم رمادي المادة: طباشير ورقي، ألوان مائية التقنية: فرشاة / قلم الأبعاد: الأعلى: الارتفاع 197 ملم × العرض 159 ملم الموضوع ماذا: العبودية؛ الأقنان والعبيد المكان: مالطا الاستحواذ والحقوق خط الائتمان: تبرع من السيدة هانسن فان دن بروغين، لاهاي الاستحواذ: تبرع 1948 حقوق الطبع والنشر: الملك العام

وُجدت العبودية في مالطا واعتُرف بها بدءًا من العصور القديمة الكلاسيكية وحتى أوائل العصر الحديث، كما كان الحال في العديد من بلدان البحر المتوسط. وصل النظام ذروته تحت حكم الاسبتاريين إذ اتُخذت أبعاد غير مسبوقة لتوفير عبيد القوادس -نوع من السفن المزودة بمجاديف لدفعها إذ نشأت في إقليم البحر المتوسط واستُخدمت في الحرب والتجارة والقرصنة منذ الألفية الأولى قبل الميلاد- لقوادس الاسبتاريين أساسًا وللدول المسيحية الأخرى. ساعدت الغارات التجارية، التي كانت العمود الفقري للنظام العسكري الاقتصادي للفرسان، في الحفاظ على هذا النظام جزئيًا بخلق الطلب على العبيد للحفاظ على الأسطول العسكري، وبتدفق السجناء المسلمين عند الانتصار في المعارك. وهكذا أصبحت مالطا مركزًا للعبودية في أوروبا المسيحية حتى ألغى نابليون بونابرت العبودية في مالطا خلال غزوه للأرخبيل المالطي في يونيو 1798.

## الفترة ما قبل 1530
بدأت العبودية في مالطا في العصور القديمة إذ استخدمت جميع أنواع القوى المتعاقبة في الأرخبيل العبيد إبتداءً من الرومان إلى البيزنطيين والعرب والصقليين، حتى الاسبتاريين.
وفي نهاية فترة القرون الوسطى بدأ القراصنة وجنوة والمالطيون إضافة أسرى بشريين إلى نهبهم، كانوا غالبًا أفارقة سود مستعبدين، ومورس هذا النوع من اللصوصية على امتداد ساحل البحر المتوسط.
تشير الوثائق المالطية إلى وجود عبيد محليين طوال القرنين الثالث عشر والرابع عشر. مثلًا، عبد يوناني يُدعى كاترينا، حُرر بمرسوم رسمي بتاريخ 23 يناير 1324. قبل عام 1530، كانت غالبية العبيد من الأفارقة السود الذين أُسروا من شمال إفريقيا على الحدود الجنوبية لأراضيهم. بنهاية القرن الخامس عشر، عُثر على مثل هؤلاء العبيد لدى الأُسر الغنية، وأيضًا في الريف وفي غوزو، مثلًا عندما باع القس بيترو مانارا عبده فرحًا إلى مواطنه. وبدأ أن تعميد العبيد عند وصولهم إلى الجزيرة ممارسة معتادة.
رسميًا، سُمي العبيد حسب دورهم أو أصلهم أو دينهم. من ثم صُنفو بأنهم «عبيد في المنزل» أو إثيوبس، سيلفستري، موري، وغيرها من التسميات. إضافةً إلى المهام المنزلية، وُظفوا في أعمال البناء أو تنسيق الحدائق.
كان التحرر ممارسة شائعة نسبيًا، اعتمادًا على العلاقات الإنسانية، إذ عادةً ما يأخذ العبد المحرر اسم سيده السابق مضيفًا علامة الأصل لتجنب أي غموض: مثلًا، أن فرانسيسكوس دي فاكارو قد حررته عائلة فاكارو، أو جورجوس دي مازارا حررته عائلة مازارا.
استمرت العبودية الخاصة فترة طويلة بعد وصول الفرسان، وإن حاولوا الحد من هذه الممارسة لاحتكار هذه المهنة. ابتداءً من القرن السادس عشر، حوّل النظام الاسبتاري العبودية نحو حاجته إلى مجدفين على قوادسه.

## ديموغرافيات العبيد

### أعداد العبيد
مأخوذ بشكل كبير من أعمال آن بروجيني:
| السنة | العدد الكلي للعبيد | عدد السكان المالطيين | عبيد العلاقة / السكان |
| ----- | ------------------ | -------------------- | --------------------- |
| 1548  | أقل من 400         | 20,000               | 2%                    |
| 1569  | قرابة 400          | 11,970               | 3.3%                  |
| 1575  | 400                | قرابة 16,000         | 2.5%                  |
| 1582  | 800                | 22,000               | 3.6%                  |
| 1590  | 1,405              | 32,310               | 4.3%                  |
| 1599  | قرابة 1,800        | قرابة 21,000         | 8.5%                  |
| 1632  | 2,046              | 43,000               | 4.7%                  |
| 1669  | 2,390              | قرابة 40,000         | 5.9%                  |
| 1710  | 3,000              | قرابة 50,000         | 6%                    |
| 1741  | 2,500              | قرابة 60,000         | 4.2%                  |
| 1769  | 2,500              | قرابة 70,000         | 3.5%                  |
| 1798  | قرابة 2,000        | قرابة 100,000        | 2%                    |

### الجنس والعمر
كان غالبية العبيد الذين عملوا في مالطا رجالًا يمكنهم التعامل مع الضغط الشديد للقوادس. وخلال محاكم التفتيش في مالطا، كان 10٪ فقط من العبيد من النساء اللاتي عملن أساسًا في الأعمال المنزلية. مع ذلك، قد يكون النساء والأطفال ضحايا الغارات على شواطئ شمال إفريقيا.
نادرًا ما يُعرف العمر الدقيق للعبيد، باستثناء المسجلين ضمن محاكم التفتيش في مالطا، إذ حددت سلسلة من الدراسات من القرن السابع عشر متوسط عمر 31.